# Ian Beale

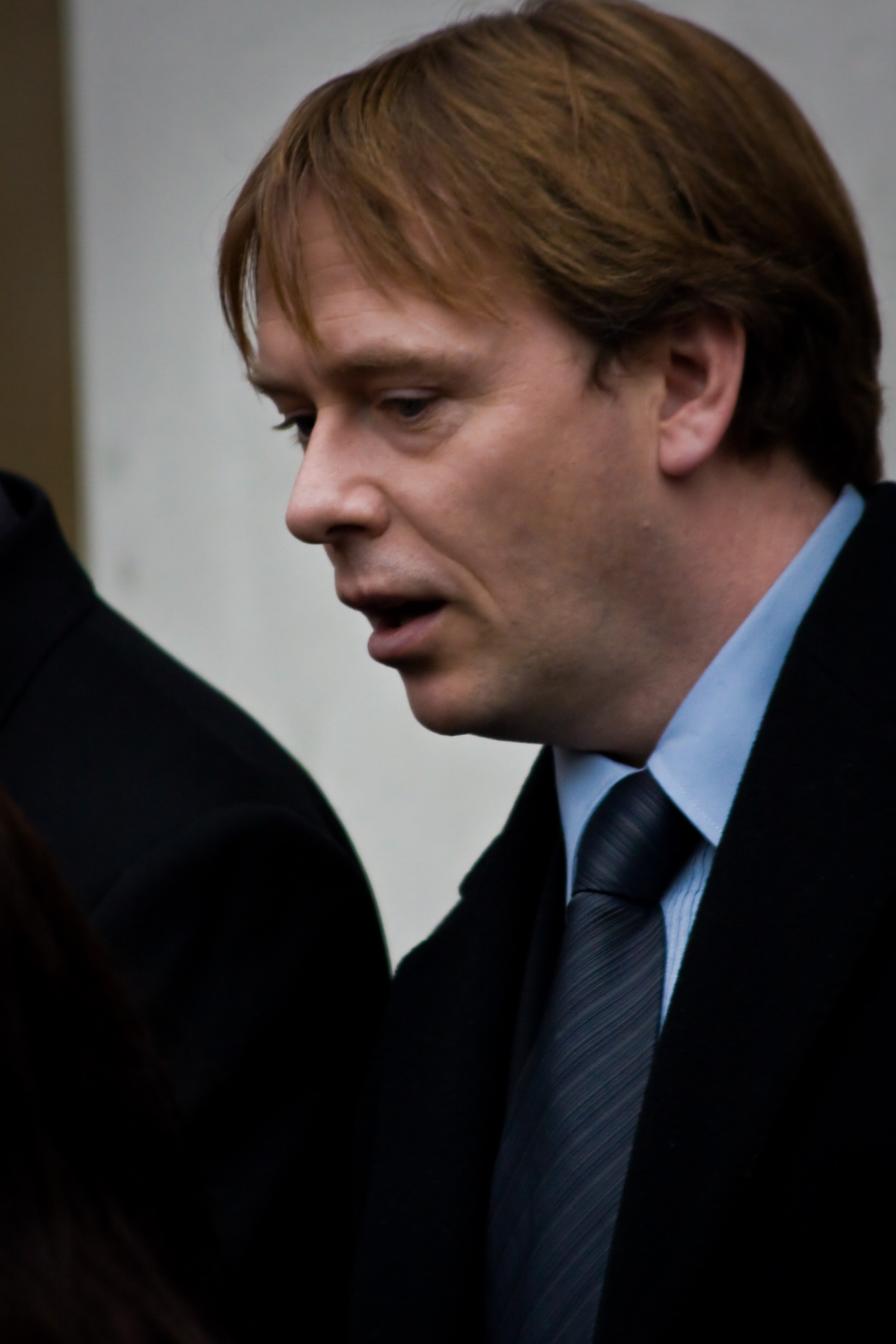
Adam Woodyatt en la serie EastEnders

Ian Albert Beale es un personaje ficticio de la serie de televisión británica EastEnders, interpretado por el actor Adam Woodyatt del 19 de febrero de 1985, hasta ahora.

## Biografía
En mayo del 2012 Ian descubre que su medio hermano Ben Mitchell es el responsable de la muerte de Heather Trott después de que Ben se lo revelara, lo cual ocasiona que Ian comience a sufrir ataques nerviosos y a comportarse de manera extraña. Más tarde el día de su boda con Mandy Salter esta decide cancelarla luego de que Ian escogiera a su hija Lucy en vez de Mandy, lo cual dejó destrozado a Ian.
Su ahijado es Tomy Moon, el hijo de Kat.